# Weißbuch des Europarats zum interkulturellen Dialog
Das Weißbuch des Europarats zum interkulturellen Dialog ist ein Dokument des Europarats zum interkulturellen Dialog.
Als Weißbuch umfasst dieses Dokument Hintergrundinformationen und Handlungsempfehlungen und soll politischen Entscheidungsträgern und Experten als konzeptioneller Rahmen und Leitfaden zur Verfügung stehen. Ziel ist eine einheitliche und langfristige Politik zur Förderung des Interkulturellen Dialogs innerhalb Europas und mit den Nachbarstaaten.
Das Weißbuch wurde basierend auf einem Entschluss von 2005 als Beitrag zum Jahr des Interkulturellen Dialogs 2008 erstellt und am 7. Mai 2008 vom Ministerkomitee des Europarates verabschiedet. Es ist das Ergebnis eines Konsultationsprozesses unter Regierungen der Mitgliedstaaten, Abgeordneten nationaler Parlamente, kommunalen und regionalen Behörden, Glaubensgemeinschaften, Migrantengruppen, Medienvertretern, Nichtregierungsorganisationen und anderen internationalen Einrichtungen und Experten.

## Inhalt
Das Weißbuch besteht aus sechs Kapiteln und zwei Anhängen. Es unterstreicht die Rolle des interkulturellen Dialogs als Basis für Menschenrechte und Demokratie.
Kapitel 1. Einleitung
Das einleitende erste Kapitel beschreibt den Prozess der Entstehung des Weißbuchs und definiert Schlüsselbegriffe wie interkultureller  Dialog, Multikulturalismus (in Abgrenzung zur Multikulturalität und zur kulturellen  Vielfalt), sozialer   Zusammenhalt und Integration.
Kapitel 2. Die kulturelle Vielfalt begrüßen
Hier wird die kulturelle Vielfalt näher untersucht und im Hinblick auf die Werte und Instrumente des Europarats betrachtet. Zudem werden Risiken einer Verweigerung des interkulturellen Dialogs aufgezeigt.
Kapitel 3. Rahmenkonzept
Der interkulturelle Dialog wird hier definiert als „ein Prozess des offenen und respektvollen Meinungsaustausches von Einzelnen und Gruppen unterschiedlicher ethnischer, kultureller, religiöser und sprachlicher Herkunft und Traditionen in einem Geist von gegenseitigem Verständnis und Respekt.“ Des Weiteren befasst sich dieses mit der Identitätsbildung in einem multikulturellen Umfeld, mit Konzepten kultureller Vielfalt, sowie mit den Voraussetzungen für den interkulturellen Dialog, welche wie folgt beschrieben werden: (1.) Menschenrechte, Demokratie und Rechtsstaatlichkeit, (2.) Gleichberechtigung und gegenseitige Achtung, (3.) die Gleichstellung der Geschlechter und(4.) die Beseitigung von sprachlichen, strukturellen und politischen Hindernissen hervorgehoben. Des Weiteren wird die religiöse Dimension und das Erfordernis des interreligiösen Dialogs hervorgehoben.
Kapitel 4. Fünf politische Handlungskonzepte zur Förderung des interkulturellen Dialogs
Es werden fünf Dimensionen des interkulturellen Dialogs hervorgehoben: der interkulturelle Dialog in demokratische Umgang mit kultureller Vielfalt,  demokratische Bürgerschaft und Teilhabe, das Lernen und Lehren interkultureller Kompetenzen, allen zugängliche Räume für den interkulturellen Dialog („Straßen, Märkte und Geschäfte, Häuser, Kindergärten, Schulen  und Universitäten, soziokulturelle Zentren, Jugendclubs, Kirchen, Synagogen und Moscheen, Versammlungssäle in den Unternehmen und am Arbeitsplatz, Museen, Bibliotheken und andere Freizeiteinrichtungen oder auch virtuelle Räume wie Medien“) sowie die Umsetzung in internationalen Beziehungen.
Kapitel 5. Allgemeine politische Empfehlungen und Richtlinien künftigen Handelns: gemeinsame Verantwortung der wichtigsten Akteure
Hier werden die im vorangehenden Kapitel aufgezeigten Aspekte konkretisiert.
Kapitel 6. Der Weg in die Zukunft
Dieses kurze Kapitel schlussfolgert, der „interkulturelle Dialog ist unverzichtbar für die Neugestaltung eines Gesellschafts- und Kulturmodells in einem Europa in raschem Wandel, damit jeder Einzelne, der in Gesellschaften mit verschiedenen Kulturen lebt, seine Menschenrechte und Grundfreiheiten wahrnehmen kann. […] Zu  lernen, wie man in einem Kontext der zunehmenden kulturellen Vielfalt unter Achtung der Menschenrechte und der Grundfreiheiten zusammenlebt, ist eine der Hauptanforderungen unserer Zeit geworden und wird dies auch noch viele Jahre bleiben.“